# William W. Brandon
Pour les articles homonymes, voir Brandon.
William Woodward Brandon, né le 5 juin 1868 et mort le 7 décembre 1934, est un homme politique démocrate américain. Il est gouverneur de l'Alabama entre 1923 et 1927.